# Pemphigostola
Pemphigostola là một chi bướm đêm thuộc họ Noctuidae.

## Loài
- Pemphigostola synemonistis Strand, 1909